# Joaquín Navarro Estevan
Joaquín Navarro Estevan (Almería, 19 de septiembre de 1939 - Almería, 28 de abril de 2007) fue un magistrado y político español, adscrito al socialismo marxista.

## Reseña biográfica
Licenciado en Derecho por la Universidad de Granada, fue profesor de Filosofía del Derecho en la Universidad de Salamanca (1962-1963), de la Escuela Sindical de Madrid (1965-1969) y de Teoría del Estado en la Universidad Complutense de Madrid (1967-1969). Asimismo fue juez de Instrucción (1971-1977) y magistrado de la Sala Décima de la Audiencia Provincial de Madrid.
Fue miembro fundador de la asociación de jueces Justicia Democrática desde 1973. Militante del PSP desde 1974, por el que resultó elegido senador por Almería en las elecciones generales de 1977. Tras la entrada del PSP en el PSOE, se afilió a este partido, por el que ganó la plaza de diputado por Almería en las elecciones de 1979. Miembro del ala izquierda del partido, organizada en la corriente Izquierda Socialista, el 11 de diciembre de 1980 abandonó su escaño y su militancia en el PSOE, decepcionado con la deriva personalista del secretario general Felipe González Márquez, regresando a la carrera judicial. 
Colaboró como redactor en la Nueva Enciclopedia Jurídica Española, en la Revista de Derecho Español y Americano y en la Revista de Derecho Privado. Fue además director del espacio radiofónico Tiempo Jurídico en RNE, así como habitual tertuliano en distintos programas de radio y columnista de opinión en la prensa escrita.

## Obras
- Navarro, Joaquín; Terán, Rocío de: La judicatura: hablando con Joaquín Navarro. Acento Editorial, 1994. ISBN 84-483-0065-3
- Navarro, Joaquín: Manos sucias: el poder contra la justicia. Temas de hoy, 1995. ISBN 84-7880-571-0
- Navarro, Joaquín: Palacio de injusticia: sin esperanza y sin miedo. Temas de hoy, 1998. ISBN 84-7880-907-4
- Navarro, Joaquín: Tiempo de ceniza: la libertad acorralada. Tres Cantos (Madrid) : Foca, 2002. ISBN 84-95440-16-4
- Navarro, Joaquín: Fulgor de libertad. El Estado contra Euskal Herria. Miatzen SARL, 2001. ISBN 2-914743-08-4
- Navarro, Joaquín: Homenaje a Euskal Herria. Tafalla (Navarra) : Txalaparta, 2003. ISBN 84-8136-299-9
- Navarro, Joaquín: 25 años sin Constitución. Tres Cantos (Madrid) : Foca, 2003. ISBN 84-95440-35-0

### Actividad parlamentaria
- Senador de la Legislatura Constituyente (PSP)
- Diputado de la I Legislatura (PSOE)

### Artículos
- Bienvenida a la Izquierda Socialista, por Joaquín Navarro Estevan (1980)

- Datos: Q3814620